# Hans Jacobsen
Hans Jacobsen, född 29 november 1938 i Bakka, Glyvrar, Färöarna, död 17 december 2011, också känd som Hans á Bakka, var entreprenör och grundare av Färöarnas största laxfarm, Bakkafrost. Idag är Bakkafrost bland de största fiskodlingsföretagen i världen.

## Bakgrund
Hans Jacobsen föddes i Glyvrar den 29 november 1938 i ett hem med 5 syskon, tre bröder och två systrar. Familjen hade bott i området i 16 generationer tillbaka till 1600-talet. Området i byn Glyvrar vid Skálafjørður på Østerø, där Jacobsen föddes, kallas »Bakka«, varför han fick smeknamnet Hans á Bakka. 
Efter att Jacobsen avslutat grundskolan i den lilla byn Glyvrar, gick Jacobsen på den välkända högskolan, Färöarnas högskola, där den färöiska poeten Símun av Skarði var rektor och lärare. Då Jacobsen avslutade högskolan reste han till Danmark för att studera på vidare på handelshögskolan Købmandshvile i Rungsted.
Familjen Jacobsen hade i många generationer verkat i byn Glyvrar. Föräldrarna, Johan Hendrik Jacobsen och Jútta Jacobsen, hade ett torkhus att torka saltfisk i, men runt 1960-talet ersattes de lokala torkhusen med moderna fiskfabriker, och torkhuset i Bakka fick också stänga sina dörrar. När Hans sedan återvände till hemorten efter studierna var han tvungen att söka arbete på annat håll, eftersom hans föräldrar inte hade något att erbjuda honom längre.

## Karriär

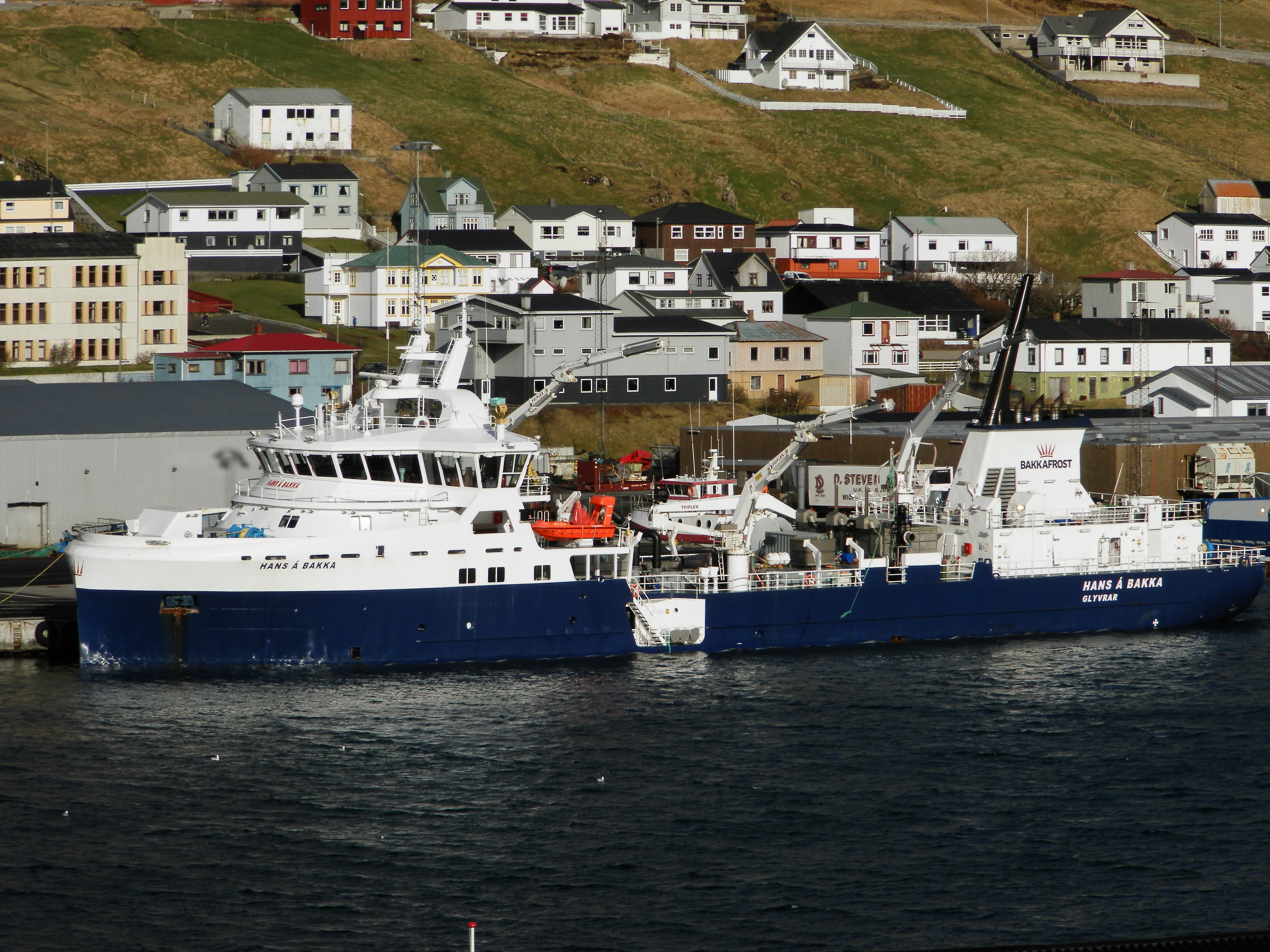
Hans á Bakka är byggt 2015 och är det första av tre brunnsfartyg till Bakkafrost. Fartyget är uppkallat efter Hans Jacobsen.

De flesta som bodde i byarna längs Skálafjørður arbetade med sill och på Bakka hade man redan på Bakka hade man redan 1912 byggt ett ishus för att kunna hålla sillen sval året om. Efter många år med dålig tillgång på sill började fiskarna 1967 återigen fiska sill i Skálafjørður.
År 1968, när Hans Jacobsen var 29 år gammal, startade han tillsammans med sina bröder Roland och Martin Jacobsen ett fiskeföretag som tillverkade färdiga produkter av sill. De byggde sin första fabrik på Bakka i Glyvrar, och företaget fick namnet Bakkafrost.
År 1972 byggde Bakkafrost en ny fabrik, och började tillverka fler färdiga produkter av sill, och började även tillverka sill på burk. Notfartygen landade nu fisk direkt till fabriken på Bakka. Jacobsen och hans bröder försökte föda upp vitling, plattfisk, och svartmunnad smörbult, men 1979 började de med laxodling och 1986 förvärvade de företaget Faroe Salmon.
Jacobsen lämnade 1989 över vd-posten till sin son, Regin Jacobsen. Regin Jacobsen hade vid den tiden varit ekonomichef för företaget sedan 1982, då han var 16 år gammal.
Åren 1990–2007 var Hans Jacobsen styrelseordförande i Bakkafrost och sedan styrelseledamot fram till 2010.
Idag är hans fru och barn den rikaste familjen på Färöarna och bland de rikaste i det danska kungariket.

## Annan aktivitet
Hans Jacobsen var mycket engagerad i lokalsamhället och var ledamot i kommunestyret i Runavíks kommun i 12 år, och hade även andra styrelseuppdrag i lokalsamhället.
Jacobsen var en mycket religiös man, och var aktiv i församlingar i lokalsamhället. Han var med och byggde det lokala missionshuset, var församlingsskrivare i den lokala lutherska kyrkan och var senare också med och grundade en karismatisk frikyrka på Skálafjørður.